# Caborca
Heroica Caborca (Nederlands: Heldhaftig Caborca) is een stad in de Mexicaanse staat Sonora. Caborca heeft 52.330 inwoners (census 2005) en is de hoofdplaats van de gemeente Caborca.
Caborca werd in 1688 gesticht door de jezuïetische missionaris Eusebio Francisco Kino teneinde de Pima- en Pápago-indianen te bekeren. In 1857 werd de stad aangevallen door de Amerikaanse filibuster Henry A. Crab, die echter verslagen werd door de Mexicanen, gesteund door de Pápago.

## Geboren
- Eiza González (1990), actrice en zangeres